# 10922 Thomaslam
10922 Thomaslam este o planetă minoră (asteroid) din centura de asteroizi. A fost descoperită pe 20 ianuarie 1998 la Magdalena Ridge Observatory⁠(d) de . 
Obiectul prezintă o orbită caracterizată de o semiaxă mare de 2,2119648 UAi, o excentricitate de 0,18, o înclinație de 1,19613 ° în raport cu ecliptica.